# کاخ استوکلت
کاخ استوکلت (به فرانسوی: Palais Stoclet‎, هلندی: Stocletpaleis) یک عمارت در بروکسل، بلژیک است که توسط معمار اتریشی یوزف هافمن برای سرمایه‌دار بلژیکی آدولف استوکلت طراحی و. بین سالهای ۱۹۰۵ و ۱۹۱۱ به سبک جدایی وین ساخته شده‌است. این کاخ در خیابان de Tervueren در شهرداری ولوو-سنت پیر بروکسل واقع شده‌است. این اقامتگاه به عنوان شاهکار هافمن در نظر گرفته می‌شود و از مجلل‌ترین خانه‌های خصوصی قرن بیستم است.
این عمارت همچنان توسط خانواده Stoclet در حال استفاده است. و بازدید از آن برای بازدید کنندگان امکان‌پذیر نیست. این ساختمان توسط اداره آثار تاریخی منطقه پایتخت بروکسل از وضعیت حفاظت شده‌ای برخوردار است و در ژوئن ۲۰۰۹ توسط یونسکو به عنوان میراث جهانی ثبت شد.